# Irving Ávalos
Irving Rolando Ávalos González (* 14. März 1991 in Tepic, Nayarit), auch bekannt unter dem Spitznamen „Pirri“, ist ein ehemaliger mexikanischer Fußballspieler, der vorwiegend im Mittelfeld zum Einsatz kam.

## Karriere
Ávalos begann seine fußballerische Laufbahn bei den in seiner Geburtsstadt ansässigen Coras de Tepic. Nach einer Station bei den Vaqueros de Ixtlán kam Ávalos 2010 zum Club Deportivo Guadalajara, bei dem er in der Clausura 2013 zu einem einzigen Einsatz in der höchsten Spielklasse kam. Ansonsten kam er während seiner dreijährigen Zugehörigkeit zum Club Deportivo Guadalajara „nur“ zu Einsätzen für die Reservemannschaft „Chivas Rayadas“, mit denen er in der Clausura 2011 (offiziell „Torneo Revolución 2011“) die Meisterschaft der drittklassigen Liga Premier de Ascenso gewann.
2013 kehrte Ávalos für eine Spielzeit zu den Coras de Tepic zurück und stand anschließend zwei Jahre bei den Loros de la Universidad de Colima und danach anderthalb Jahre beim FC Juárez unter Vertrag.
Seine letzte Station war beim Celaya FC, in dessen Reihen er seine aktive Laufbahn ausklingen ließ.